# Magnoliiden

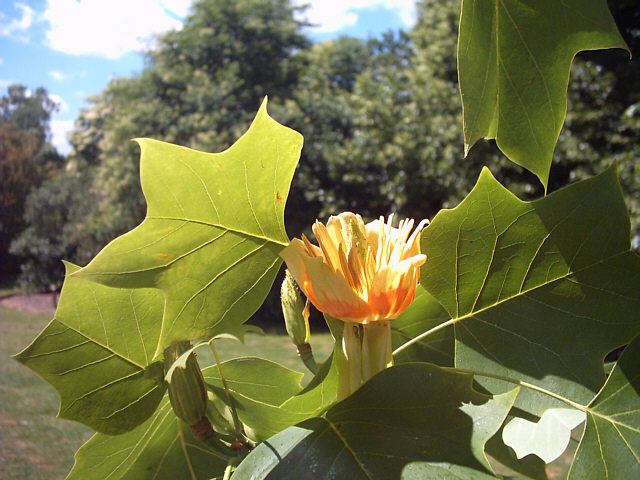
Tulpenbaum (Liriodendron tulipifera), Blüte

Die Magnoliiden (englisch „magnoliids“) ist eine Gruppe von bedecktsamigen Pflanzen, die eine große Gruppe nahe der Basis der Bedecktsamer bildet. Die Gruppe wurde von der Angiosperm Phylogeny Group 2009 eingeführt. Die Gruppe kann auch als eigenes Taxon geführt werden, etwa als Unterklasse Magnoliidae, jedoch ist dies bei der Systematik APG IV von 2016 nicht geschehen.

## Merkmale
Die Arten weisen wie die anderen basalen Ordnungen zahlreiche Merkmale auf, die innerhalb der Bedecktsamigen Blütenpflanzen als primitiv gelten. Dazu zählen unter anderem einfurchige (monocolpate) Pollen, nicht miteinander verwachsene, also freie Fruchtblätter, ein radialsymmetrischer Aufbau der Blüte und das Vorhandensein ätherischer Öle. Zahlreiche Bäume, Sträucher und krautige Pflanzen gehören zu dieser Gruppe.

## Systematik
Zu der als Magnoliiden bezeichneten Gruppe gehören vier Ordnungen:
- Magnolienartige (Magnoliales)
- Lorbeerartige (Laurales)
- Canellales
- Pfefferartige (Piperales)

Es handelt sich um eine monophyletische Gruppe, die Verwandtschaft der Ordnungen kann in folgendem Kladogramm dargestellt werden:
|  | Magnoliales |
|  |             |
|  | Laurales    |
|  |             |

|  | Canellales |
|  |            |
|  | Piperales  |
|  |            |

|  | Magnoliales |
|  |             |
|  | Laurales    |
|  |             |

|  | Canellales |
|  |            |
|  | Piperales  |
|  |            |

Magnoliales und Laurales sind Schwestersippen, ebenso wie Canellales und Piperales. Dies ist molekularbiologisch gut abgesichert, auch wenn bis jetzt für diese beiden Gruppen keine gemeinsamen abgeleiteten Merkmale (Synapomorphien) bekannt sind.